# Timo Rautiainen
Timo Aulis Rautiainen (nascido a 25 de Janeiro de 1963, em Sulkava, na Finlândia) desenvolve o seu trabalho dentro do paradigma musical, numa vertente Heavy Metal, sendo considerado um vocalista, guitarrista e compositor de excelência. O reconhecimento do seu trabalho é fruto daquilo que tem desenvolvido no âmbito da banda Timo Rautiainen & Trio Niskalaukaus, desenvolvendo, nesta mesma, o papel de vocalista. No entanto, trabalha também para outras bandas, tais como: Lyijykomppania e Aku Ankkuli.

## Discografia

### Álbuns
- Sarvivuori - 2006
- Loppuun ajettu - 2007

### Singles & EP's
- Punainen viiva - 2006
- Sinulle - 2006
- Uskonnonpastori EP - 2006
- Outolintu - 2007